# ジン族
ジン族（京族、拼音: Jīngzú、越: Kinh tộc／京族、英: Gin people）とは、中華人民共和国の少数民族の一つ。中国国内に居住するベトナムからのキン族。漢字では「京族」と表記する（この表記はキン族全体についても用いられる）。

## 概要
主に広西チワン族自治区防城港市東興市江平鎮の山心、万尾、巫頭等の小島やその付近の地域に居住する。 2000年の第5次全国人口普査統計では人口は22,517人で、中国政府が公認する55の民族の中で43番目に多い。

## 自治地方

### 民族郷
- 峡江県
  - 金坪民族郷

## 言語
言語はジン語（ベトナム語の方言の一つ）で、表記には漢字とチュノムを使用する。現在のベトナムで主な表記法であるチュ・クオック・グーとは異なる。

## 参考資料
1. ↑  “中國2010年中华人民共和国第六次全国人口普查数据”.  中華人民共和国国家統計局. 2012年11月27日時点のオリジナルよりアーカイブ。2014年7月25日閲覧。